# 確認・糾弾
確認・糾弾（かくにん・きゅうだん）とは、主として部落解放同盟関係者が、「差別された」と判断した事案において、差別事象の実行者と関係者を呼び出し、差別行為の事実確認という名目で吊し上げ、その責任を問う中で部落問題に対する認識姿勢を糾して総括を強要することである。
このような活動は、部落と部落解放同盟への忌避に繋がって、結果的には組織外からの支持を激減させて組織の退潮を招いた。日本共産党系組織のみが全面対抗したために、部落解放同盟の影響力があった地域では、党員であれば守ってもらえることから、日本共産党の支持率・得票率がとりわけ高いことが統計から推測されている。

## 概要

### 「糺弾」の語源
水平運動において糾弾の語が最初に登場したのは、1922年3月3日の全国水平社創立大会で可決された決議の第1項「吾々ニ對シ穢多及ヒ特殊部落民等ノ言行ニヨツテ侮辱ノ意志ヲ表示シタル時ハ徹底的糺弾ヲ爲ス」であり、当初は"糺"弾という字が用いられていた。糺弾という語を用いるよう提案したのは阪本清一郎であった。当時は「弾劾」という語の方が一般的であったが、弾劾は壊すという意味で政治家にたびたび使われていたため、正しく改革するという意味で糺弾の語を用いたと阪本は述べている。

### 水平社の見解
糾弾をちらつかせて人を脅す行為は既に水平社時代から横行しており、1924年に兵庫県加東郡河合村（現・小野市）の池の上水平社同人3名が脅迫罪で起訴された事件では、検事が「従来水平社員間には糺弾と称し些細の事を口実と為し多数集団して他人に暴行又は脅迫を為す悪風ありしが」と述べている。
糾弾闘争の危険性については、すでに1933年、全国水平社の第11回大会で「ブルジョア地主的絶対主義支配に対する闘争から部落大衆の反抗をそらせ、『一般民』に対する闘争にすりかへ」、「支配階級の分裂政策に協力する事となる」と自己批判されている。
また1935年の第13回大会でも、以下のように警告された。
- 糾弾闘争は「屢々個人的テロリズムを発生」する危険がある[5]。
- 「全国水平社運動を個人の利益のために利用若しくは悪用せんとする事件師が発生し易い」[5]。
- 差別事件により「私腹を肥さんとする悪性の事件師、インチキブローカーの発生」を招きやすい[5]。
- 「事件師の正統水平社に与へる害毒は極めて大きい。それは真面目について来る大衆を失望せしめ、外部への信用を損ひ支配階級に分割支配のための好条件を提供する。事件師の容赦なき摘発と、断固たる取締りなくして、全国水平社運動の正当なる発展はあり得ない」[5]。

### 部落解放同盟の見解
確認・糾弾について、部落解放同盟は「部落差別によって被害をうけている部落大衆を救い、基本的人権を守るための唯一の方法」として用い差別糾弾闘争を部落解放運動の生命線と位置づけている。月刊『創』1995年2月号に掲載された部落解放同盟員の座談会では、1970年代までの糾弾会の様子が次のように語られている。
建前としては、部落解放同盟は「糾弾というのは話し合いですむ」、「暴力については絶対に否定しています」と暴力を否定しているが、部落解放研究所の村越末男は、1982年1月21日、八鹿高校事件刑事裁判の第61回公判で被告人側の証人として出廷し、「糾弾は基本的人権を守るに不可欠な自然権」「蹴る、殴るなどの行為はつきもの」と発言し、暴力糾弾を擁護した。
村越末男はまた「何よりもやり場のない怒りを、今目の前に居る具体的な差別者にぶちまける感情があった。もちろん復讐の感情も横たわっていたことを否定はできない。だから、感情の激発するままに、相手に対し暴行に及んだこともある」とも記している。

### 部落解放同盟を批判する見解
これに対して、日本共産党を中心に、確認・糾弾は「かえって人びとの観念のなかに、部落民にたいする恐怖心や憎悪を植えつけている」「解放同盟が恣意的に検事と判事の役割を務める『弁護士なき人民裁判』に等しいものであり、手続上きわめて大きな問題を孕んでいる」とする意見がある。具体的には矢田事件（1969年）や八鹿高校事件（1974年）、天理西中学校事件（1989年）など数多の刑事訴訟に発展した事例もあり、それらについては解放同盟の幹部らが逮捕起訴され有罪判決を受けた事例も存在する。矢田事件の判決では「被糾弾者が拉致監禁され深夜まで糾弾を受け、執拗な脅迫文言を以て威圧される異常事態に発展した。」と認定されるに至った。実はこのときの被糾弾者は部落出身者であった。これを以て「確認・糾弾が部落出身者自身の人権を侵害する手段ともなりうる」と主張されることがある。
差別事象に対する正常化連の方針は次の通りであった。
```
反動勢力の側からの意図的な差別と、勤労国民の間の偏見や認識不足、不用意な言動に基づく問題とを厳密に区分する。いかなる理由があっても人権を侵害しない。社会的常識と道義を遵守し、民主的態度で行動する。そして、広範な国民の支持を獲得する
[
13
]
。
```

正常化連の後継組織である全解連はさらに踏み込んで、1985年3月10日に「差別事象にたいする全解連の態度」を、1988年に「差別事象にたいする全解連の方針」をそれぞれ打ち出し、差別事象に対して「確認・糾弾」という手段をとらないことを決めた。全解連の丹波正史は「その当時まだ方針が曖昧で糾弾行為はしないが、確認行為はおこなう地域もあった。こういうことが運動としてふさわしいのかどうかという議論が出て、この差別事象方針を出すことになった」と、述べている。
- 勤労国民の間で起こった差別事象は、部落と部落外というような敵対的な立場でとらえるのではなく、当事者間の民主的な話し合いで解決することを原則とする[15]。必要がない限り直接運動団体は介入せず、基本的には本人同士で解決する[15]。
- 支配者側の差別事象については、必要によって政党の協力も得ながら議会闘争を含めた社会的闘争を行う[15]。
- また、法務省の人権擁護機関や司法による救済措置、弁護士会の人権擁護委員会などの公的機関を積極的に活用する[15]。

これが全解連の方針であった。また、部落解放同盟大阪府連から分裂した部落解放同盟全国連合会も
と指摘している。
八鹿高校事件の刑事裁判の控訴審では、被告人である部落解放同盟側の代理人弁護士が「部落大衆や指導者は社会科学を学んで運動しているものではない、『無知蒙昧』の部落民が立ち上がったとき誤りや弱点があるのは当然だ」との主張を展開し、「これこそ差別観念まるだし」と批判されたことがある。
確認・糾弾に対して向けられる批判の1つに、糾弾対象が差別事象の行為者のみではなく、監督・指導等の責任者を問うことに対してのものがある。1999年松阪商業高校事件当時の校長は「確認・糾弾会による心労から縊死を遂げた」と主張されている。また、1977年には「部落地名総鑑」購入をめぐって三菱鉱業セメント北九州事業所の所長が糾弾され、カミソリで頸部を切断し自殺した事件も起きている。
現在の解放同盟は、地域で暮らしづらくなった・退職せざるを得なくなったなど、悪質な差別事案にのみ対応しているとしているが、実際には曹洞宗の町田宗夫理事長のごとく「部落問題は既に解決された」旨の発言から糾弾に至る事例も数多い。法務省は上述のような幾つかの問題点を列挙した上で「確認・糾弾会は、同和問題の啓発には適さない」と訓示している。

なお、差別者の特定と部落差別の解消は基本的に行政の責任であるとの認識から法務局と協力して行うのが解放同盟の方針であるが、法務省は「確認・糾弾がそもそも違法である」との立場から、確認・糾弾会への立会いを拒否するとともに、「確認・糾弾会には出席すべきでない」としている。
また、差別用語に対する規制問題を追究していたジャーナリストの山中央は、「『差別する自由はない』ということばが、糾弾の"殺し文句"として使われているが、一方では『勝手に差別と決めつける自由もない』のである」と評している。
アイヌ民族主義者の秋辺日出男は「あれは、検察官と被害者だけの、弁護人のいない裁判で、これこそ人権侵害でしょ。アイヌにはチャランケというのがあって、当事者が発言することはせずに、親族が双方の弁護人になって裁判をする仕組みがあった」と発言。また、差別を理由に役所に強引な要求をする者を「人権テロリスト」と呼んでいる。
全解連の丹波正史は、次のように指摘している。
```
それにしても「解同」が糾弾を行うのは、主に学校とか行政であり、国家権力の中枢に対して糾弾行為をしたというのは聞いたことがない。例えば中枢の
国会議員
が差別的発言をしたからといって、糾弾の場所に呼び出し、糾弾をやったというような話はない。つまり、糾弾行為は結果的にどこに向いているか明瞭である。
```

糾弾を積極的に肯定する小林健治もまた、麻生太郎による野中広務への差別発言を部落解放同盟が糾弾しなかった原因について、部落解放同盟中央本部委員長と麻生の間に「秘密裡に“手打ち式”」がおこなわれたためであると再三主張している。
なお全日本同和会は「我々は、同和問題の歴史的な推進過程の中で、差別糾弾闘争は国民に恐怖心を与え、差別意識を温存させる結果を招来させており、このような観点から同和運動は「対決と闘争」中心のみでは、完全解決を期することは出来ないという教訓を学んだ」と述べている。

### カレル・ヴァン・ウォルフレンによる見解
在日オランダ人ジャーナリストのカレル・ヴァン・ウォルフレンは、1990年に著書『日本・権力構造の謎』の中で、日本の法務省が「確認・糾弾がそもそも違法である」としていながらも、事実上、解放同盟関係者による官民への糾弾を黙認していたことについて、「解放同盟の糾弾は人々に恐怖を与えるだけで、何の効果も、法的根拠もない。にもかかわらず、日本政府が彼らの糾弾を取り締まるどころか逆に解放同盟と連携して、法による差別解消を目指している団体（全解連のこと）を抑圧しているのは、政府自らが差別改善に取り組むよりも、解放同盟に丸投げした方がコストが安くつくからである」と主張していた。彼自身もその記述により解放同盟に糾弾された。
2007年1月には漸く日本で部落側の不正に関するタブーが崩壊し始めたこと、同和行政を利権の温床にした｢解同｣の横暴が長期にわたって続いてきたこと、部落解放同盟関係者による不正､利権あさり、反対者への抑圧・攻撃の歴史を日本共産党も機関誌赤旗で報道している。

## 差別認定基準と差別判定権への批評
差別表現への糾弾について、部落解放同盟は、差別かどうかは特定の用語ではなくそれが使われた文脈で決めるとの建前を掲げているが、実際には次のような例がある。
- 1974年、大正製薬の強壮ドリンク剤「リポビタンD」の広告のキャッチフレーズが「ヨッ！　お疲れさん」から「ヨォ！　お疲れさん」に変更された[27]。「ヨッ」が被差別部落民の蔑称である「四つ」に通じるため、関西の被差別部落関係者からの抗議で改稿されたものである[27]。
- 1974年1月、共同通信による記事が福岡の『夕刊フクニチ』に掲載された[28]。記事の内容は森敦の『月山』を紹介するもので、「密造酒をつくり飲み交わす雪に閉ざされた部落の人々の生活は外界の俗世間とは隔絶した別世界である」と書かれていた[28]。この「部落」は被差別部落の意味ではなかったが、部落解放同盟八幡地協が差別表現として問題視。『フクニチ』の編集局長が八幡地協に呼び出され、「掲載したフクニチの姿勢が問題だ」「社長を呼べ」「部落は被差別部落と同一語だ」「おまえは被差別者か。そうでなければ差別者だ」などと吊るし上げを受け、掲載紙の回収を迫られる事態に発展した[28]。
- ある交渉の席上、企業の幹部が「いやしくも」（苟も）と発言したところ、「卑しくも、とは何だ」と曲解され、差別発言として糾弾を受けた。糾弾された側は東大卒と思しかったが、糾弾側の誤りを指摘せずに黙っていた。「たぶん交渉後、仲間うちでは『まいったなあ』とかなんとかいいあっていたにちがいない。こんなことですら訂正しあえないところにも差別をめぐる意識のねじれが顔を出す」と藤田敬一は評している[29]。
- 兵庫県朝来町の確認会でも、社会教育主事が部落解放同盟兵庫県連沢支部長のM（のち八鹿高校事件主犯）に「いやしくも、なになに」と言ったところ、Mが「ほかの所では良いけれど、われわれに"いやしくも"というような言葉は使うな。それはなんの意味だあ。おまえにその言うてることが差別だと分からしたる」と反発し、糾弾に発展したことがある[30]。
- ある労働組合青年部の機関紙の4コマ漫画に口うるさい上司の名前が「かわた」となっており、「かわた」（皮多、皮田）が被差別民の呼称であることから「差別だ」と言われたことがある[31]。
- 1988年、山口県新南陽市当局が同和事業執行の必要から市営住宅に関する条例を改め、市営住宅の入居資格における「寡婦、引揚者、炭鉱離職者」という従来の制限に「その他の社会的に特殊な条件下にある者」という条項を加えた。これが部落解放同盟から「部落民を特殊な者として差別した表現」と問題視されて糾弾に発展、市当局者は「結果的に同和地区の人々にとって痛みを感じるような表現になったのは遺憾」と陳謝し、条例を改めた[32]。これに対して灘本昌久は、「水平社時代であれば絶対に糾弾されなかったこと」「『特殊』という言葉に、これほどこだわることは驚くほかない。『特殊』の代わりに、『特別』とでも書いておけばよかったのだろうか。これを差別事件として麗々しく取り上げた『解放新聞』の記事は、運動史上の汚点のひとつである」と批判した[33]。

このような恣意的な「差別」判定とそれに伴う糾弾行為について、地域改善対策協議会（地対協）の「基本問題検討部会報告書」（1986年8月）では
と指摘され、部落解放同盟から反発を買った。ただし、「差別かどうか判断できるのはやはり部落民だけだ」とする意見がある一方、「部落民がこんなにダメになってきたのは部落民にとって不利益は差別だという主張を受け入れて以降のことではないか」と認める意見もあった。
吉本隆明は「部落解放同盟やその同伴者は…いまだに『言葉の使い方が悪い』などというつまらぬことを摘発して、もともと何の存在価値もない進歩知識人を脅すことを商売にしている」と批判した。

### 糾弾に関する裁判例
解放同盟は「確認・糾弾権」の法的根拠として、下記の判決の前段だけを引用することが多い。
しかし、八鹿高校事件の刑事裁判で最終的に確定したのは大阪高裁判決ではなく神戸地裁の一審判決である上、そもそも法務省は「本判決は、一般的・包括的に、糾弾行為を自救行為として是認したものではないことに留意しなければならない」「本判決は、前記のとおり、「糾弾する権利」を認めたものではないから、もとより「糾弾を受けるべき義務」を認めたものでもない」と解説しており、「確認・糾弾権」に法的根拠は存在しない。
なお、部落解放同盟は八鹿高校事件の刑事裁判における上掲の控訴審判決を受け、「糾弾に対する画期的判決をふまえ、完全無罪判決を勝ちとるまで、断固闘いぬく決意」と豪語していたが、上告審では「糾弾権」の主張を放棄した。このことは、部落解放同盟がみずからに迎合的な控訴審の判断が最高裁で否定されることを恐れたための狡猾な戦術と見る向きもある。八鹿高校事件の民事裁判の第二審判決も「被告ら主張の糾弾権なるものは実定法上何ら根拠のないものである」（神戸地裁豊岡支部、1990年3月28日）と糾弾権の主張を退けた。
矢田事件の刑事裁判における大阪地裁・大阪高裁判決は被差別者による抗議に一定の理解を示す内容となっていたが、1981年3月10日、大阪高等裁判所は
と訓示し、結論としては糾弾権を否定している。
戸手商業高校事件に対する判決でも、裁判所は話し合いの具体的なルールを規定して糾弾権を認めなかった。
これまで部落解放同盟が糾弾権の正当性を主張して無罪を争った刑事事件では、一部に一審段階で無罪判決が出た事例があるものの、最終的にはいずれも最高裁で有罪が確定している。1996年、最高裁は、直接の暴力を伴わない「糾弾」による恐怖や精神的苦痛に対しても、慰謝料の支払いを認めている。

## 確認・糾弾による事件

### 経済行為としての「糾弾」
人に金品を要求し「出さないと糾弾するぞ」と脅迫するやり方は、水平社時代から「事件解決主義」といわれて問題になっていた。菊池寛は『父帰る』の中で「穢多」の語を用いたため、1927年に水平社の糾弾を受け、1000円（当時の金額）をゆすり取られている。なお1931年当時の内閣総理大臣の給料が800円であった。永井荷風によると、菊池寛は警察に訴えたものの「水平社黒龍会その他かくの如き暴力団に対しては警察署も施すべき道なく、金にて済むことならばそのやうになすがよし」と内談されたという。大正後期から昭和初期にかけての部落差別糾弾事件である弓削事件や倉敷市名田火葬場事件は、いずれも金銭で裏取引されたといわれ、その相場はいずれも当時の金額で500円であった。弓削事件で糾弾にあたった水平社幹部は、脅し取った金を使って遊郭で豪遊したと伝えられる。倉敷市名田火葬場事件で市の行政当局から500円を受け取ったのは、大源実（のちの部落解放同盟岡山県連合会委員長）らであったとされる。戦後の事例として、松本清張は小説『眼の壁』（1957年）をめぐり部落解放同盟から糾弾を受け、部落解放同盟幹部に50万円支払ったことがある。
今日、部落解放同盟から糾弾を受けた企業は年間16万円から23万円の会費を徴収されて「同和・人権問題企業連絡会」（同企連）への加入を要求され、部落解放同盟の研究集会や糾弾会（糾弾側）への参加、「人権擁護法」制定運動への協力、部落解放同盟員の講師による有料の「人権啓発講演」の開催、同和研修の教材の購入を求められる。大阪同企連の場合、企業144社から年間2800万円程度を集めている。同種の組織に「同和問題にとりくむ宗教教団連帯会議」（同宗連）、「出版・人権差別問題懇話会」「人権マスコミ懇話会」などがある。このような点から、「糾弾会は、結果として同企連の会員数を増やすための企業への“営業活動”の一つ」との批判を受けることもある。
北九州土地転がし事件では、「地名総鑑」事件で糾弾されて自殺者を出した三菱鉱業セメントの土地を部落解放同盟小倉地協書記長（当時）が自らのダミー不動産会社「太陽興産」を介して安価に入手し、実態のない不動産業者をでっち上げたり、市職員の名義を使ったりするなどの手口で1ヶ月のうちに地価を約2倍に吊り上げてから、北九州市と同市住宅供給公社に対して「買わねば糾弾するぞ」と脅して高額で買い取らせた行為が問題となり、同書記長は国土利用計画法違反の罪で罰金刑を受けた。この地上げ行為による同書記長の取り分は13億3000万円にのぼった。同書記長はまた、一連の地上げ行為による利益を税務申告しなかった脱税の容疑で告発を受け、追徴課税を受けている。
このほか、部落解放同盟京都府連合会は解放センター建設資金のカンパを、みずから糾弾した企業から徴収して問題となり、部落解放同盟東京都連合会の幹部数人は、「地名総鑑」糾弾闘争を通じて「地名総鑑」購入企業の顧問や相談役に就任し、やはり問題となった。
1976年12月、但陽信用金庫による「部落地名総鑑」購入が発覚した時は、部落解放同盟兵庫県連合会（当時、小西弥一郎派と丸尾良昭派の二つに分裂していた）が南但広域行政（代表は岡村大屋町長）に「部落解放のための調査研究、学習活動費助成要求書」を提出し、「部落民としての自覚の確立」を図るための費用として750万円を請求した。これに先立つ1974年1月に兵庫県職員が子息に結婚差別の手紙を送ったとされる事件が起きた際には、部落解放同盟兵庫県連合会は糾弾闘争費として行政に3000万円を要求し、1500万円の支給を受けた。
この間の事情について、部落解放同盟員は「将棋のコマや思ってくださったらええねん。将棋の場合は相手のコマを取ったらそれをまた今度は自分のコマで使うでしょう。そういうことなんですね」と説明している。このため、人権連の側では部落解放同盟そのものを「えせ同和行為の本家」と批判している。

### 糾弾による死傷者
1910年6月22日、京都府宇治郡山科村（現・京都市山科区）で、公文書における「特種部落」の語の使用に激怒した地元部落民が村民大会にて満場一致で村長の殺害を決め、当時26歳の部落青年が村長を撲殺し、1910年10月20日に無期懲役となった。
1924年12月31日、群馬県新田郡世良田村三ツ木（現・伊勢崎市境三ツ木）の一般民が「チョウリンボウ」（被差別部落民の賤称）の語を使用。このため、1925年1月2日から翌日にかけ、約23時間にわたって水平社の活動家ら数十名から監禁され、取り囲まれ、殴る蹴るの暴行を受け、全治14日の傷を負った。
1970年12月4日、大阪府東大阪市で63歳で病気の身である女性が部落解放同盟大阪府連の行動隊に「コラ、赤犬」と罵詈雑言を浴びせられ、小突かれ、靴で足を蹴られるなどの暴力を受け、病院への通院を妨害されて死亡した。ただしこの女性もまた部落解放同盟大阪府連の蛇草支部員であり、部落解放同盟大阪府連の行動隊が部落解放同盟内部の日本共産党支持者排除過程でこのような事件が起きたものである。
1974年10月26日には、部落解放同盟兵庫県連の約60名が兵庫県朝来郡和田山町（現・朝来市）の町議会議員佐藤昌之（日本共産党）の自宅を襲撃。この結果、町議の支援者の男性（47歳）が肋骨骨折3ヶ所、脊髄損傷、大腿骨にヒビが入る重傷を負い、網膜剥離で全盲となった。
1974年11月22日、兵庫県養父郡八鹿町（現・養父市）で部落解放同盟兵庫県連の集団が兵庫県立八鹿高等学校の教職員約60名を約13時間にわたり監禁暴行し、瀕死の重傷を負わせ、入院109日間の加療などを余儀なくさせた。